# Jaume de Prades i de Foix
Jaume de Prades i de Foix o Jaume d'Aragó i de Foix (ca. 1340 - València, 30 de maig de 1396), fou bisbe de Tortosa i de València, i pseudocardenal prevere del títol de Sant Climent i més tard pseudocardenal bisbe de Sabina.

## Biografia
Jaume d'Aragó, membre de la família reial, fou fill de l'infant Pere d'Aragó i d'Anjou, comte de Ribargorza i Prades, fill del rei Jaume el Just; i de Joana de Foix, filla del comte Gastó I de Foix. Era, per tant, rebesnet de Jaume el Conqueridor, nebot d'Alfons el Benigne, i cosí de Pere el Cerimoniós. Tingué tres germans, Alfons, Elionor i Joan.
Jaume d'Aragó, als 21 anys, ja és canonge de la catedral de Girona i capellà del papa, tot i que amb caràcter honorífic. Innocenci VI, el 10 de gener de 1362, el nomena bisbe de Tortosa, amb dispensa d'edat, i en 4 mesos rep ordes menors i majors i governa la diòcesi com a administrador fins als 27 anys, mentre exercia els actes pontificals un altre bisbe. Durant la seu govern de la diòcesi publica diverses constitucions: en 1363 regula el costum de portar la relíquia de la Mare de Déu de la Cinta a les parteres; en 1364, el rés setmanal a sant Agustí; en 1365, millora la dotació de la canongia lectoral; i sense data concreta, regula les misses cantades. També negocia, en 1364, amb el consell de la ciutat sobre imposicions i inviolabilitat domiciliària; i intervé en la causa entre Tortosa i Horta sobre termes i explotació de la fusta, en 1365.
Vidal de Blanes, bisbe de València, mor el 9 de febrer de 1369, i l'endemà es reuneix el capítol i nomena bisbe a Fernando Muñoz, canonge i xantre de la mateixa catedral. Però els candidats que barallava el papa Urbà V eren Jaume d'Aragó, bisbe de Tortosa, i Pedro Martínez de Luna, canonge i prebost de la catedral de València, i amb la influència del rei Pere el Cerimoniós, fou elegit el seu cosí Jaume d'Aragó el 5 de març de 1369, deixant sense efecte l'elecció del capítol i reservant-se el papa d'aleshores ençà, el nomenament del bisbe.
Durant la seva prelatura a València promou la celebració de quatre sínodes, en 1373, 1375, 1382 i 1385, i realitza visites pastorals per la diòcesi, bé personalment bé mitjançant delegats, els anys 1371, 1372, 1383, 1388, 1389 i 1396. També fomenta la solemnitat del cult a la catedral de València, regula la processó del Corpus Christi i promou la construcció del campanar Nou de la catedral, avui conegut com el Micalet.
En temps de Joan I es manté l'enemistat del casal de Prades, al qual pertany Jaume d'Aragó, i Carrossa de Vilaragut, la cortesana i amant del rei, i la seva família, provocant bandositats a la ciutat de València des de 1373 fins a, almenys, 1384, on el mateix bisbe és una figura destacada d'un dels bàndols.
Amb l'inici del Cisma d'Occident l'any 1378, les diferents esglésies nacionals prenen postura al costat d'un dels dos papes, menys la Corona d'Aragó, on el rei Pere el Cerimoniós manté l'equidistància amb les dues corts papals. A la mort del rei, en 1387, els seus successors es decanten per la cort pontifícia d'Avinyó. Va ésser llavors, en 1387, quan Climent VII d'Avinyó nomena a Jaume d'Aragó cardenal prevere del títol de Sant Climent, i més tard, en 1391, el promou a cardenal bisbe de Sabina.
Mor el 30 de maig de 1396 a València, i fou soterrat a la part dreta de la capella major de la catedral, on actualment es troba el cor catedralici.